# Taxillus yadoriki
Taxillus yadoriki är en tvåhjärtbladig växtart som först beskrevs av Carl Maximowicz, och fick sitt nu gällande namn av Danser. Taxillus yadoriki ingår i släktet Taxillus och familjen Loranthaceae. Inga underarter finns listade i Catalogue of Life.